# Tamba kebea
Tamba kebea là một loài bướm đêm trong họ Noctuidae.